# Institutiones Rei Herbariae juxta nutum Naturae Digestae ex Habitu
Institutiones Rei Herbariae juxta nutum Naturae Digestae ex Habitu (abreviado Inst. Rei Herb. (Crantz)) es un libro con ilustraciones y descripciones botánicas que fue escrito por el médico, briólogo y botánico, luxemburgués de nacimiento y austríaco de adopción; Heinrich Johann Nepomuk von Crantz. Fue publicado en Viena en 2 volúmenes en el año 1766.